# جورج شميت (عازف الأرغن)
جورج شميت (و. 1821 – 1900 م) هو عازف أرغن، وملحن ألماني، ولد في ترير، يستخدم آلات أورغن، توفي في باريس، عن عمر يناهز 79 عاماً.